# Liuhuabo (ort i Kina, Shandong Sheng, lat 36,02, long 120,08)
Liuhuabo (kinesiska: 柳花泊, 柳花泊街道) är en ort i Kina. Den ligger i provinsen Shandong, i den östra delen av landet, omkring 280 kilometer öster om provinshuvudstaden Jinan. Antalet invånare är 12 939. Befolkningen består av 6 289 kvinnor och 6 650 män. Barn under 15 år utgör 13,0 %, vuxna 15-64 år 71 %, och äldre över 65 år 14,0 %.
Runt Liuhuabo är det tätbefolkat, med 493 invånare per kvadratkilometer. Närmaste större samhälle är Changjianglu Jiedao, 10,5 km sydost om Liuhuabo. Trakten runt Liuhuabo består till största delen av jordbruksmark.
Genomsnittlig årsnederbörd är 918 millimeter. Den regnigaste månaden är juli, med i genomsnitt 259 mm nederbörd, och den torraste är januari, med 11 mm nederbörd.